# ウィーン放送交響楽団
ウィーン放送交響楽団（ウィーンほうそうこうきょうがくだん、ドイツ語: Radio-Symphonieorchester Wien）は、オーストリアの首都ウィーンを本拠地とする、オーストリア放送協会（ORF）所属の放送オーケストラである。1996年までは「オーストリア放送交響楽団」（ORF-Symphonieorchester）という名称だった。

## 概要
1969年に設立。首席指揮者はミラン・ホルヴァートやローター・ツァグロセク、デニス・ラッセル・デイヴィス、ベルトラン・ド・ビリーらが歴任し、2019年よりマリン・オールソップが務める。
レパートリーは古典派から現代音楽まで幅広く、特に現代音楽に強みがある。ORF RadioKulturhaus（日本風に意訳すると「オーストリア放送文化会館」）、ウィーン・コンツェルトハウス、ムジークフェラインザールでの演奏会のほか年3回のアン・デア・ウィーン劇場でのオペラ公演にも参加している。録音は多くないが、ランベルト・ガルデルリ指揮の一連のオペラ全曲盤、ヨハン・シュトラウスのバレエ『シンデレラ』映画など、劇場音楽が目立っている。また、ヴィリー・ボスコフスキー指揮で多数の録音をEMIに残したウィーン・ヨハン・シュトラウス管弦楽団は大部分がこのオーケストラのメンバーで構成されている。
毎年10月、ウィーン・コンツェルトハウスで映画音楽をオーケストラが演奏する「ハリウッドinウィーン」を行っている。

## 歴代首席指揮者
- ミラン・ホルヴァート （1969年 - 1975年）
- レイフ・セーゲルスタム （1975年 - 1982年）
- ローター・ツァグロセク （1982年 - 1986年）
- ピンカス・スタインバーグ （1989年 - 1996年）
- デニス・ラッセル・デイヴィス （1996年 - 2002年）
- ベルトラン・ド・ビリー （2002年 - 2010年）
- コルネリウス・マイスター （2010年 - 2019年）
- マリン・オールソップ（2019年 - ）
- マルクス・ポシュナー（英語版）（2026年 - ） 次期首席指揮者[1]